# Stupna
Stupna (cyr. Ступна) – wieś w Bośni i Hercegowinie, w Republice Serbskiej, w gminie Šipovo. W 2013 roku liczyła 155 mieszkańców.